# Argalus
Argalus was in de Griekse oudheid de zoon van Amyclas en diens opvolger als koning van Sparta.